# Креспен, Адольф
Адо́льф Креспе́н (фр. Adolphe Crespin), полное имя Адольф Луи Шарль Креспен (1859 год — 1944 год) — бельгийский художник-иллюстратор периода ар-нуво, работавший во французских журналах в стиле репортажной графики. Мастер сграффито. Выполнял также рисунки для афиш и открыток в духе ар-нуво. Приверженец японского искусства, способствовал его распространению в Бельгии.